# ホワイト・ベアー (アパレル)
WB  ホワイト・ベアーとは、大阪府大阪市浪速区が拠点のレザー&ファーファッションブランド。レディース、メンズともに展開している。

## 沿革
- 1968年４月、ホワイト・ベアー株式会社設立。日本全国の有力婦人服店を中心に営業。タカオ・イケダや若手デザイナーを多数登用。
- 1969年より、MIKIO NAKAMURAがYN-nouveauをはじめデザイナーや友人の協力も得つつ秋冬コレクションを発表。1980年代初頭からはコレクションを実弟のISAO NAKAMURAに引継ぎマネジメント業に専念している。
- 1970年10月、高級ファッション誌「モードェモード」より取材依頼があり、以降毎年記事を掲載（2019年現在）。
- 1971年9月、ファー&レザーショールームを新規オープン。
- 1981年9月、A/W コレクションをロイヤルホテル＋宝田明で開催。
- 1982年9月、A/Wコレクションを新阪急ホテル＋岡田真澄で開催。販路を婦人服店、繊維商社、宝飾商社へ拡大。
- 1992年7月、本社新社屋完成（設立25周年記念） 。A/Wコレクションを新社屋内のショールームで開催。
- 1993年より、毎年6月に自社ショールームでフロアーショー「WB プレミアムファッションショー」を開催。
- 1995年よりチーフデザイナーにYOUKO NARITAを迎える。
- 1997年7月、商品センターを新設。
- 2014年11月、宝塚コレクションに協賛。
- 2017年2月、WB東京コレクション開催。
- 2019年6月、ファッションショーWB大阪コレクション開催。
- 2020年２月、第１回 WBスイートフェスタ　ハイアットセントリック銀座東京
- 2021～2023年２月、第２回３回４回　WBスイートフェスタ　ハイアットセントリック銀座東京
- 2024年６月　ホワイト・ベアー　銀座オフィス開設